# Жуков, Сергей Евгеньевич
Серге́й Евге́ньевич Жу́ков (род. 22 мая 1976, Димитровград, Ульяновская область) — российский певец, музыкант, предприниматель, музыкальный продюсер, теле- и радиоведущий, диджей. Солист и лидер российской поп-группы «Руки Вверх!».
В рейтинге Forbes «Главные российские знаменитости» в 2017 году занимал 43-е место, а в 2018 году поднялся на шестнадцатое место. В 2021 году в рейтинге Forbes «50 самых успешных звёзд России» занял 21-е место.

## Биография
Сергей Жуков родился в городе Димитровград Ульяновской области 22 мая 1976 года. В школе был отличником, любил гуманитарные предметы, но потом увлёкся музыкой — стал играть в группах. В 14 лет начал петь в димитровградской группе «Вася», названной по имени руководителя Василия Кутлубаева. В 1991 году группа «Вася» выиграла конкурс песни «Провинция 91» и Сергея пригласили для интервью на димитровградском телевидении. В 1993 году окончил школу и переехал в Самару.
В июне 1993 года начал работать на радио «Европа Плюс Самара» и вёл программу танцевальной музыки «Хит-час». Там на радио в 1993 году он познакомился с Алексеем Потехиным, где они вместе с ним создали группу «Дядюшка Рэй и компания» (в честь солиста Рэя Слейнгарда группы 2 Unlimited), чья музыка сочетала в себе элементы стилей евродэнс и техно. В 1993 году поступил в Самарский государственный институт искусств и культуры. Полгода жил в общежитии института. В 1999 году окончил вуз по специальности «режиссёр шоу-программ, организатор культурно-досуговой деятельности молодёжи».
В декабре 1994 года вместе с Алексеем Потехиным переехал в Тольятти, где они пытались записывать песни на студии, на эфиры радио «Европа Плюс» ездили в Самару. Именно живя в Тольятти, Сергей Жуков начал встречаться со своей первой женой Еленой Добындо, дочерью тогда вице-президента АвтоВАЗа. Их роман начался не сразу — через некоторое время Жуков переехал в Москву, Елена тоже оказалась в Москве, и после очередного свидания в Москве, они решили больше не расставаться. Вскоре после свадьбы у них родилась дочь Александра. Однако семейная жизнь у пары не складывалась, всё чаще начали вспыхивать ссоры, и через четыре года Елена решила подать на развод. Для Жукова развод был очень нелёгким — он впал в депрессию, несколько раз пытался помириться с супругой, но восстановить семью у него так и не получилось. Елена вскоре после развода уехала с дочкой в США. Восстановить душевное равновесие Сергею помогло знакомство с Региной Бурд, выступавшей в группе «Сливки». После предложения руки и сердца, сделанного Сергеем во время прогулки на яхте, Регина согласилась выйти за него замуж.[когда?]
В 2023 году Жуков выступил шоураннером, генеральным и музыкальным продюсером, а также автором сценария музыкальной драмы «Плакса» производства компании «Руки Вверх! production» (по заказу СТС). Главную роль в сериале исполнит дочь музыканта Ника.
В 2024 году стал наставником и продюсером шоу «Новая Фабрика звёзд» на канале ТНТ.

### Семья
- Дед по отцу — Михаил Иванович Жуков[6].
- Дед по матери — Наиль Набиевич Хайбуллин[6].
- Отец — Евгений Михайлович Жуков (20 июня 1949 — 26 августа 2016) — умер от инфаркта, работал слесарем-наладчиком в одном из подразделений НИИАРа[5][7][8].
- Мать — Лилия Наильевна Жукова (девич. Хайбуллина) (род. 27 августа 1953) — преподаватель по сольфеджио, музыкальной литературе и общему фортепиано, окончила Димитровградское музыкальное училище, работает в ДШИ № 2[9][10], по национальности татарка[11].
  - Брат — Михаил Евгеньевич Жуков (род. 23 мая 1983), женат на Полине (с 23 июня 2017)[12].

- Первая жена (2000—2005) — Елена Михайловна Добындо (род. 18 июля 1980), дочь бывшего вице-президента АвтоВАЗа (до 14.08.2003)[13], экс-гендиректора ОАО «ИжАвто» (04.2004—11.2009) Михаила Николаевича Добындо (род. 21 ноября 1950)[14][15].
  - Дочь — Александра Жукова (род. 2001) живёт в Чикаго, США, несколько лет играла главные роли в русском детском театре Людмилы Шайбл, год в американском Lookingglass Theater, в апреле 2014 года отец приезжал с концертами в Чикаго, и они вместе с дочкой пели на сцене[16].
- Вторая жена (с 17 декабря 2007) Регина Владимировна Бурд (род. 8 октября 1985)[17], бывшая солистка группы «ВИА Сливки», сценическое имя — Мишель:
  - Дочь — Вероника Жукова (род. 18 ноября 2008)
  - Сын — Энджел Жуков (род. 11 мая 2010)
  - Сын — Мирон Жуков (род. 30 сентября 2014)
  - Сын — Эван Жуков (род. 7 декабря 2023)[18].

### Увлечения
Болеет за московский футбольный клуб «ЦСКА», дружит с его игроком Игорем Акинфеевым.

## Общественная позиция, санкции
18 марта 2022 года, на фоне полномасштабного вторжения России на Украину, выступил на митинг-концерте «Zа мир без нацизма», приуроченного к 8-летию аннексии Крыма Россией. За концерты в Крыму и за поддержку путинского режима внесён в список нежелательных лиц в Латвии и Эстонии с запретом посещения страны. 7 января 2023 года внесён в санкционный список Украины «за посещение оккупированных территорий после начала вторжения, участие в пропагандистских концертах, публичную поддержку войны и режима Путина». Также был внесён ФБК в список коррупционеров и разжигателей войны за участие в концерте в поддержку войны против Украины. 18 марта 2024 года выступил на провластном митинг-концерте посвящённом десятилетию аннексии Крыма и победе Владимира Путина на президентских выборах.

## Группа «Руки Вверх!»
Началом своей карьеры Сергей Жуков считает 1 мая 1995 года, когда он очутился в Москве. В Москве он работал диджеем на московских радиостанциях «Рокс» и «Максимум». Название группы «Руки Вверх» было дано на радио «Максимум» в конце 1996 года. Группой заинтересовался продюсер Андрей Маликов, начались концерты и поездки. Сергей Жуков не отрицает, что все его концерты проходили под фонограмму.

## Сольная карьера
В 2002 году вышел первый сольный альбом Сергея Жукова — «Территория». В 2004 году вышел альбом «Территория. Нежность». После распада группы «Руки Вверх» в 2006 году Сергей записал альбом «В поисках нежности». Летом 2012 года вышел клип на совместную с группой «USB» песню «Скажи, зачем?». Также 16 сентября 2013 года вышел клип совместно с певцом Bahh Tee — «Крылья».

### Другое
- 30 октября 2014 года вышла новая песня с бывшими подопечными Сергея Жукова — «Фактор 2» и Тимуром Вагаповым — «Молчи».
- В 2017 году Сергей Жуков взял под свой менеджмент женскую футбольную команду «Руки Вверх!»[29].
- В 2018 году группа Little Big совместно с Сергеем Жуковым сняла видеоклип на песню «Слэмятся пацаны». В песне Сергей Жуков исполняет припев, а в клипе — ключевую роль[30].
- Gayazovs Brothers и группа «Руки вверх» выпустили в свет совместный трек «Ради танцпола». Премьера сингла состоялась в сети 19 марта 2021 года. В нём музыканты поют о том, что выходят на сцену «ради танцпола, папы, мамы и тебя» и призывают выкинуть из головы депрессию всех, кто танцует вместе с ними.
- В ноябре 2021 года Сергей Жуков, вместе со своим сыном Энджелом, выпустили песню под названием «Бум-Бум!», которая стала саундтреком к мультфильму «Плюшевый Бум!»[31].

## Бизнес
- Компания «Руссобит-М» (сайт mp3.ru) — владелец[32]
- Сеть баров «Руки Вверх» (Нижний Новгород, Ульяновск, Уфа, Тюмень, Самара, Тольятти, Санкт-Петербург, Сыктывкар, Казань, Краснодар, Якутск, Москва, Иркутск, Мытищи, Ярославль, Воронеж, Пенза, Сочи, Череповец, Архангельск, Владивосток, Екатеринбург, Набережные Челны, Ростов-на-Дону, Пушкино [33]) — владелец
- Компания «IT Territory» — основатель[32]
- Социальный сервис «Тут найдут»[34] — основатель
- Кондитерская «CupcakeStory» (открыл в 2014 году совместно с второй женой Региной Бурд)[35]. В 2018 году кондитерская стала называться «Любовь и Сладости»[36].
- Кафе «Папа жарит мясо» (в г. Симферополь  с 2019 по 2024 гг.[37], в г. Москве, Московской области и Сочи[1]) — владелец
- Компания «Митмитмит», занимающуюся оптовыми поставками мяса (2017-2021 гг.)[1]

## Дискография
| 2002 — Территория |
| --- |
| 1. Пролог 2. Омут 3. Жди меня любимая 4. Пусть тебя 5. Рядом с тобой 6. 184 сек. тишины 7. Separate 8. Территория 9. Непутёвая 10. Она одна 11. Разлука 12. Monty Funk 13. Без слёз и истерик |

| 2004 — Территория. Нежность |
| --- |
| 1. Нежность 2. Не ты 3. Танцуй (Медленно) 4. Падал снег 5. Увела 6. Я все, что ты имеешь 7. Московская тоска 8. Десять лет 9. Девушки 10. Полечу за тобою (feat. Ева Польна) 11. Одиннадцать минут 12. Казанова |

| 2007 — В поисках нежности |
| --- |
| 1. Спрячемся с тобою за дождем… 2. Летний вечер (feat. Михаил Жуков) 3. Ты зачем говоришь о любви 4. Капают слезы 5. Розы 6. Девочка не спит 7. Танго 8. Я не люблю (feat. «Истерика») 9. Контачтесь (feat 3NT) 10. Лена Смирнова (Remix) (feat. Паша Чехов) 11. Капают слезы (JAVA RMX) 12. Ты зачем говоришь о любви (feat. Ева Польна) |

| 2008 — Звёзды падают (Переиздание альбома «В поисках нежности» |
| --- |
| 1. Звёзды падают 2. Спрячемся с тобою за дождем… 3. Летний вечер (feat. Михаил Жуков) 4. Ты зачем говоришь о любви 5. Капают слезы 6. Розы 7. Девочка не спит 8. Танго 9. Я не люблю (feat. «Истерика») 10. Контачтесь (feat 3NT) 11. Лена Смирнова (Remix) (feat. Паша Чехов) 12. Капают слезы (JAVA RMX) 13. Ты зачем говоришь о любви (feat. Ева Польна) |

| 2015 — Братья Жуковы «Засыпай» (ft Михаил Жуков) |
| --- |
| 1. Засыпай 2. Не надо 3. Глупая 4. Летний вечер 5. Плачь (feat. Добре) 6. Девочка Люба 7. Когда же ты проснешься 8. Увидимся во снах 9. Сердце 10. Нас больше нет 11. Она называла это любовью 12. Не заправлена кровать 13. Ты мое море 14. Глупая |

| — Синглы |
| --- |
| 1. 2016 — Медуза (совместно с М.Жуков) 2. 2017 — Конфета (Lucaveros cover) 3. 2018 — Наши дети (совместно с С.Михайлов) 4. 2021 — Анастасия Семибалки (в честь свадьбы с жителем города Мытищ) — Трек не был выпущен |

## Фильмография
- 2012 — Сериал «Интерны» (канал ТНТ) серия 120 — камео
- 2015 — «Женщины против мужчин» — камео
- 2017 — Сериал «Физрук» (канал ТНТ) серия 72 — камео
- 2021 — «Артек. Большое путешествие» — камео
- 2021 — Сериал «Евгенич» (канал Пятница!) — главная роль
- 2023 — Мультсериал «Простоквашино» (Okko, СТС и Карусель) серия 108 — камео
- 2023 — Сериал «Плакса» (канал СТС) — шоураннер, генеральный и музыкальный продюсер, автор сценария
- 2024 — фильм «Руки вверх!» – камео
- 2024 — фильм «Небриллиантовая рука» (канал ТНТ) - лже-Шеф / камео